# Konsulat Generalny Rzeczypospolitej Polskiej w Charkowie

Okręgi konsularne w Ukrainie (kolor zielony – Konsulat Generalny w Charkowie)

Konsulat Generalny Rzeczypospolitej Polskiej w Charkowie (ukr. Генеральне Консульство Республiки Польша) – jeden z pięciu działających na Ukrainie polskich konsulatów generalnych. Istnieje od 1994 i jest jednym z dwóch zawodowych przedstawicielstw konsularnych w tym mieście.
Swoją działalnością nawiązuje do powołanego 1 marca 1924 Konsulatu Generalnego RP w Charkowie przekształconego z działającego w latach 1921–1924 Poselstwa RP w Charkowie. W 1934 konsulat generalny został przeniesiony do Kijowa.
W 2022 placówka czasowo zawiesiła działalność w związku z agresją rosyjską na Ukrainę.
Okręg konsularny obejmuje swym zasięgiem 7 obwodów (charkowski, dniepropietrowski, doniecki, ługański, połtawski, sumski i zaporoski), co stanowi niemal jedną trzecią terytorium Ukrainy.

## Kierownicy placówki
- 1918 – Stanisław Wańkowicz, poseł zs w Charkowie
- 1919–1921 – Bogdan Kutylowski, poseł
- 1921 – Franciszek Jan Pułaski, chargé d’affaires
- 1921–1923 – Franciszek Charwat, chargé d’affaires
- 1923–1924 – Marceli Szarota, chargé d’affaires

- 1924 – Michał Świrski, konsul
- 1924–1928 – Konstanty Skrzyński
- 1928 – Stanisław Oraczewski
- 1928–1932 – Adam Stebłowski
- 1932–1934 – Jan Karszo-Siedlewski
- 1934–1936 – Stanisław Sośnicki
- 1936–1937 – Tadeusz Brzeziński

- 1996–1998 – Zdzisław Nowicki
- 1998–2003 – Michał Żórawski
- 2003–2006 – Jarosław Książek
- 2006–2010 – Grzegorz Seroczyński
- 2010–2014 – Jan Granat
- 2014–2015 – Stanisław Łukasik
- 2016–2020 – Janusz Jabłoński
- od 2020 – Piotr Stachańczyk

## Siedziba
W 1932–1934 konsulat mieścił się w 2-piętrowym domu z początku XX wieku przy ul. Rakowskiego 15 (ул. Раковского), która zmieniła w międzyczasie nazwę na ul. Olminskiego (ул. Ольминского). Obecnie dom jest objęty ochroną konserwatorską i mieści się w nim Dom Studencki nr 1 Charkowskiej Krajowej Akademii Gospodarki Komunalnej (Харківський національний університет міського господарства). Z konsulatem sąsiadowała rezydencja ówczesnego przewodniczącego Rady Komisarzy Ludowych USRR (premiera rządu).
Współcześnie konsulat jest zlokalizowany przy ul. Artioma 16 (Артёма), której w 2015 zmieniono nazwę na ul. Alczewskych (Aлчевських).